# Café de la Paix

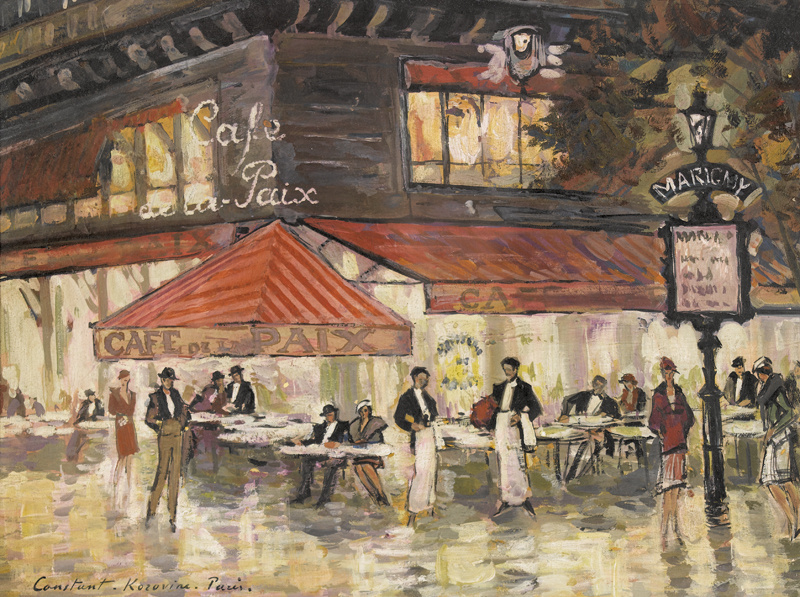
Konstantin Alekseevič Korovin Café de la Paix, 1906

Il Café de la Paix è un celebre caffè parigino, che si trova all'angolo di place de l'Opéra con boulevard des Capucines, nel IX arrondissement.

## Storia
Il café de la Paix aprì nel 1862 come caffè del Grand Hôtel de la Paix al pianterreno dell'edificio costruito dal banchiere ed immobiliarista Emile Péreire, e progettato dall'architetto Alfred Armand in puro stile Secondo Impero quando il radicale rinnovamento di Parigi voluto dal barone Georges-Eugène Haussmann era alla fine.
L'inaugurazione avvenne alla presenza dell'imperatrice Eugenia di Montijo (consorte di Napoleone III) mentre l'orchestra era diretta da Jacques Offenbach.
Nel 1867 vi affluirono i visitatori dell'Esposizione Universale ed in tale occasione le guide turistiche iniziarono ad indicare il Café de la Paix.
La vicina Opéra fu inaugurata nel 1875. La vicinanza dell'Opéra fece sì che il Café de la Paix fosse frequentato da personalità come Pëtr Il'ič Čajkovskij, Jules Massenet, Émile Zola, Guy de Maupassant, Oscar Wilde, Ernest Hemingway e Joséphine Baker.
Nel 1896 vi furono organizzate delle proiezioni cinematografiche.

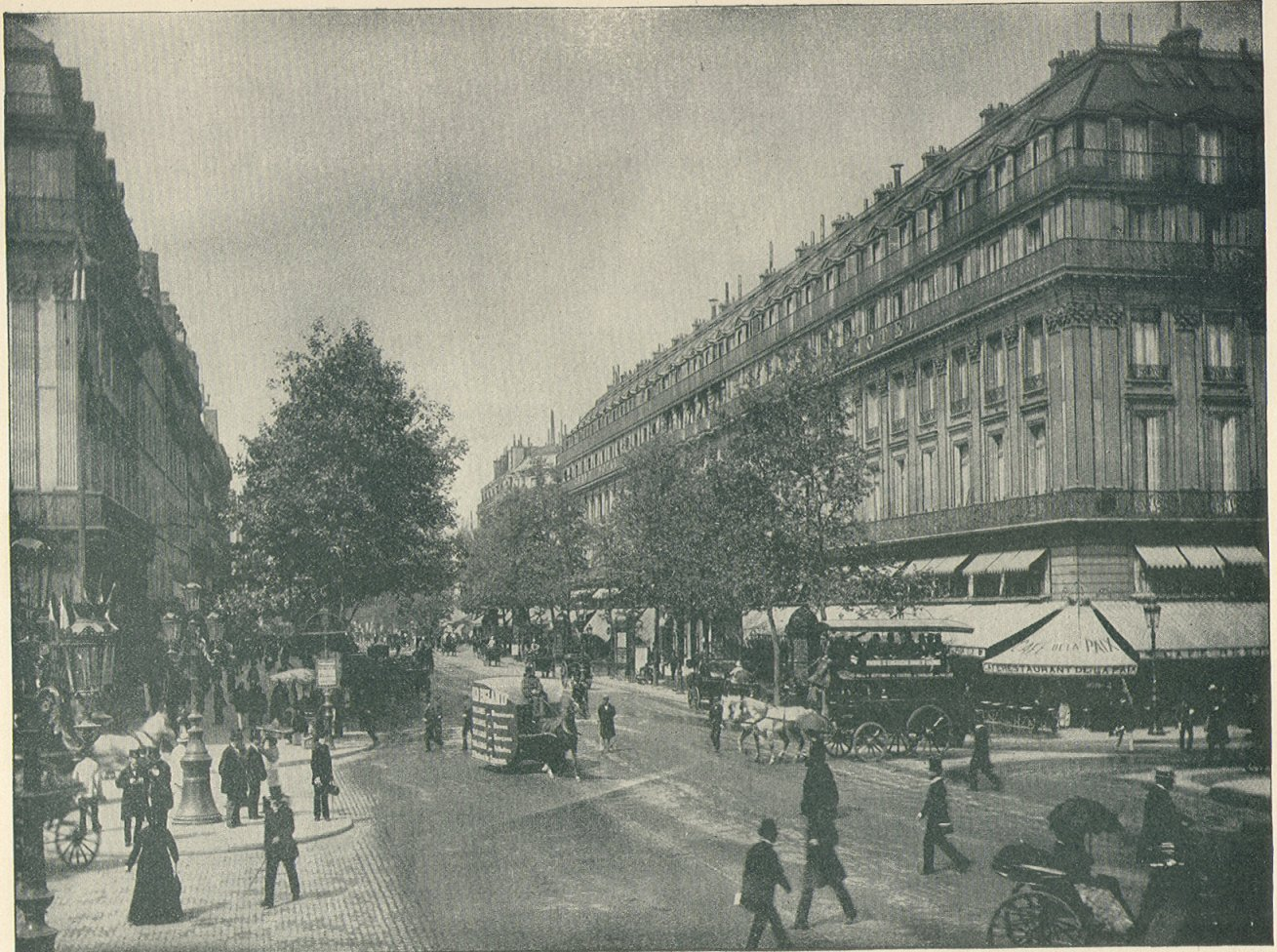
Il Café de la Paix nel 1890

Una prima ristrutturazione del locale avvenne nel 1939. Cinque anni più tardi fu colpito da una granata tedesca, ma l'incendio che ne seguì fu velocemente spento dai dipendenti dell'albergo.
Nel 1975 il Caffè e l'intero edificio è stato dichiarato monumento nazionale.
Un'ulteriore ristrutturazione è avvenuta nel 2003.

## Nella cultura di massa
Nel 1949 Heino Gaze (testo) e Fritz Schulz-Reichel (musica) scrissero la canzone Im Café de la Paix in Paris, interpretata da Horst Winter. 
Franco Battiato vi fa riferimento nel brano (e nell'omonimo album del 1993) Caffè de la Paix.